# Liga Femenina de baloncesto 1997-98
La temporada 1998-99 de la Liga Femenina fue la 35ª temporada de la liga femenina de baloncesto. Se inició el 21 de septiembre de 1997 y acabó el 4 de abril de 1998. Los playoffs sirvieron a Pool Getafe quien ganó al Celta Banco Simeón en los playoffs 2–1.

## Liga regular
| Pos. | Equipo                  | PJ | G  | P  | PF   | PC   | DP   | Pts | Clasificación o descenso          |
| ---- | ----------------------- | -- | -- | -- | ---- | ---- | ---- | --- | --------------------------------- |
| 1    | Pool Getafe             | 22 | 20 | 2  | 1744 | 1358 | +386 | 42  | Clasifican a los Playoffs         |
| 2    | Celta Banco Simeón      | 22 | 18 | 4  | 1518 | 1286 | +232 | 40  | Clasifican a los Playoffs         |
| 3    | CE Universitari         | 22 | 16 | 6  | 1533 | 1416 | +117 | 38  | Clasifican a los Playoffs         |
| 4    | Sandra Gran Canaria     | 22 | 14 | 8  | 1602 | 1515 | +87  | 36  | Clasifican a los Playoffs         |
| 5    | Aluminios Tizona        | 22 | 12 | 10 | 1526 | 1489 | +37  | 34  | Acceso a la Liga de clasificación |
| 6    | Salamanca Halcón Viajes | 22 | 11 | 11 | 1533 | 1534 | −1   | 33  | Acceso a la Liga de clasificación |
| 7    | CD Ensino               | 22 | 11 | 11 | 1481 | 1525 | −44  | 33  | Acceso a la Liga de clasificación |
| 8    | Popular Bàsquet Godella | 22 | 9  | 13 | 1405 | 1429 | −24  | 31  | Acceso a la Liga de clasificación |
| 9    | Universidad de Oviedo   | 22 | 7  | 15 | 1485 | 1601 | −116 | 29  | Acceso a la Liga de clasificación |
| 10   | CBN                     | 22 | 6  | 16 | 1293 | 1518 | −225 | 28  | Acceso a la Liga de clasificación |
| 11   | Canoe N. C.             | 22 | 5  | 17 | 1478 | 1643 | −165 | 27  |                                   |
| 12   | Femenino Tres Cantos    | 22 | 3  | 19 | 1233 | 1517 | −284 | 25  |                                   |

 Fuente: FEB

### Liga de clasificación
Finalizada la liga regular, tuvo lugar una fase de clasificación para los equipos del 5º al 10º para definir el representante español a la Copa Ronchetti. Dicha fase se disputó entre 7 de marzo y el 4 de abril.
| Pos. | Equipo                  | PJ | G | P | PF  | PC  | DP  | Pts | Clasificación o descenso      |
| ---- | ----------------------- | -- | - | - | --- | --- | --- | --- | ----------------------------- |
| 1    | CD Ensino               | 5  | 4 | 1 | 354 | 306 | +48 | 9   | Clasifica a la Copa Ronchetti |
| 2    | Universidad de Oviedo   | 5  | 4 | 1 | 383 | 343 | +40 | 9   |                               |
| 3    | Salamanca Halcón Viajes | 5  | 3 | 2 | 310 | 323 | −13 | 8   |                               |
| 4    | Popular Bàsquet Godella | 5  | 2 | 3 | 299 | 296 | +3  | 7   |                               |
| 5    | Aluminios Tizona        | 5  | 2 | 3 | 303 | 325 | −22 | 7   |                               |
| 6    | CBN                     | 5  | 0 | 5 | 286 | 342 | −56 | 5   |                               |

 Fuente: FEB

### Playoffs
|  | Semifinales           | Semifinales           | Semifinales           | Semifinales           | Semifinales | Semifinales |                      |                      | Final                | Final | Final | Final | Final | Final |
|  |                       |                       |                       |                       |             |             |                      |                      |                      |       |       |       |       |       |
|  |                       |                       |                       |                       |             |             |                      |                      |                      |       |       |       |       |       |
|  |                       |                       |                       |                       |             |             |                      |                      |                      |       |       |       |       |       |
|  | 3 CE Universitari     | 3 CE Universitari     | 3 CE Universitari     | 71                    | 66          | 63          |                      |                      |                      |       |       |       |       |       |
|  | 3 CE Universitari     | 3 CE Universitari     | 3 CE Universitari     | 71                    | 66          | 63          |                      |                      |                      |       |       |       |       |       |
|  | 2 Celta Banco Simeón  | 2 Celta Banco Simeón  | 2 Celta Banco Simeón  | 62                    | 75          | 80          |                      |                      |                      |       |       |       |       |       |
|  | 2 Celta Banco Simeón  | 2 Celta Banco Simeón  | 2 Celta Banco Simeón  | 62                    | 75          | 80          | 2 Celta Banco Simeón | 2 Celta Banco Simeón | 2 Celta Banco Simeón | 53    | 69    | 63    |       |       |
|  |                       |                       |                       |                       |             |             | 2 Celta Banco Simeón | 2 Celta Banco Simeón | 2 Celta Banco Simeón | 53    | 69    | 63    |       |       |
|  |                       | 1 Pool Getafe         | 1 Pool Getafe         | 1 Pool Getafe         | 55          | 57          | 92                   |                      |                      |       |       |       |       |       |
|  | 4 Sandra Gran Canaria | 4 Sandra Gran Canaria | 4 Sandra Gran Canaria | 4 Sandra Gran Canaria | 55          | 57          | 92                   | 65                   | 69                   |       |       |       |       |       |
|  | 4 Sandra Gran Canaria | 4 Sandra Gran Canaria | 4 Sandra Gran Canaria | 4 Sandra Gran Canaria |             |             |                      |                      |                      |       |       |       |       |       |
|  | 1 Pool Getafe         | 1 Pool Getafe         | 1 Pool Getafe         | 1 Pool Getafe         | 87          | 95          |                      |                      |                      |       |       |       |       |       |
|  | 1 Pool Getafe         | 1 Pool Getafe         | 1 Pool Getafe         | 1 Pool Getafe         | 87          | 95          |                      |                      |                      |       |       |       |       |       |

## Postemporada
- Campeonas de la Liga Femenina 1997-98: Pool Getafe (2º título).
- Campeonas de la Copa de la Reina 1997-98: Pool Getafe (2º título).
- Clasificadas para Euroliga 1998-99: se había clasificado Pool Getafe, pero tras su desaparición, ningún equipo ocupó su plaza. [3]
- Clasificadas para Copa Ronchetti 1998-99: Sandra Gran Canaria.
- Descendidas a Primera División: no hay descensos por ampliación de la liga.
- Ascendidas de Primera División:  Canal de Isabel II y Cortegada Grupo 10.